# Eternità (personaggio)
L'Eternità (Eternity) è un personaggio dei fumetti creato da Stan Lee e Steve Ditko, pubblicato dalla Marvel Comics. È apparso la prima volta in Strange Tales (vol. 1) n. 138 (novembre 1965).

## Biografia del personaggio
L'Eternità è l'avatar universale che rappresenta lo scorrere del tempo Marvel classico o meglio Terra 616, fa parte dell'insieme di un gruppo di avatar che rappresentano le forze dell'universo Marvel assieme a Infinità, Morte, Oblio, Galactus, Lord Caos ed altri.
Lui ed Infinità sono le manifestazioni di due concetti gemelli: lui rappresenta il Tempo, mentre lei lo Spazio. L'Eternità rappresenta anche tutte le forme di vita dell'Universo, ed è quindi la controparte positiva di Morte, che rappresenta invece la fine di ogni vita.
Il primo essere umano a venire a conoscenza della sua esistenza fu il Mago Supremo della Terra, il Dottor Strange. Il demone extradimensionale Incubo tentò di prendere controllo del potere dell'Eternità forzandolo a dormire. Nonostante il suo successo, che portò alla distruzione della Terra, il Dottor Strange costrinse Incubo a far tornare tutto come prima.
L'Eternità una volta si manifestò durante un processo a Reed Richards per spiegare agli alieni perché Galactus era fondamentale per l'equilibrio dell'universo.
L'Eternità incontrò Galactus dopo il fallimento del piano degli Antichi dell'Universo di ucciderlo; all'incontro assistettero Silver Surfer e Nova II.
Tempo dopo, Thanos prese possesso delle Gemme dell'Infinito, divenendo superiore all'Eternità. Dopo la sua sconfitta ad opera di Thanos, che però si sconfisse da solo, l'Eternità chiese al Tribunale Vivente di disperdere le Gemme dell'Infinito.
Il Magus usò il potere di cinque Cubi Cosmici per rendere catatonica la rappresentazione dell'Eternità, che fu salvato da Adam Warlock.
Recentemente, l'Eternità è stato contattato dal Dottor Strange per custodire il cosiddetto Franklin-verso.
Aiutò il Dottor Strange quando Dormammu per poco non distrusse l'universo.
Nel crossover Vendicatori/JLA lo si vede avere una relazione con la sua controparte dell'universo DC nel momento in cui le due terre si stanno fondendo.
Compare alla fine del crossover Civil War II, offrendo all'Inumano Ulysses Cain un posto nel pantheon delle entità cosmiche.

## Poteri e abilità
L'Eternità è il più potente degli avatar universali della Terra-616, nonché una delle quattro più potenti entità nell'universo Marvel, le Entità Cosmiche, ed è un essere quasi assolutamente onnipotente ed onnisciente. Gli unici che hanno un potere pari al suo sono le altre Entità, ossia Morte, Infinità ed Oblio, anche se si presume che Eternità stesso sia di poco superiore.
L'Eternità è inferiore solo all'Arcano, il Tribunale Vivente, Molecola, la Fenice Bianca della Corona ed il Supremo. Inoltre può essere sconfitto dal possessore delle Sei Gemme dell'Infinito o dal possessore del Cuore dell'Universo, essendo artefatti che derivano direttamente dall'insuperabile potere del Supremo.
La forma che possiamo percepire dell'Eternità è solo una rappresentazione usata per comunicare con gli esseri inferiori e ne possiede tutti i poteri. Teoricamente sarebbe possibile distruggere la sua rappresentazione, ma ciò non ferirebbe minimamente l'essenza del vero Eternità.